# Diagrama de cuerdas

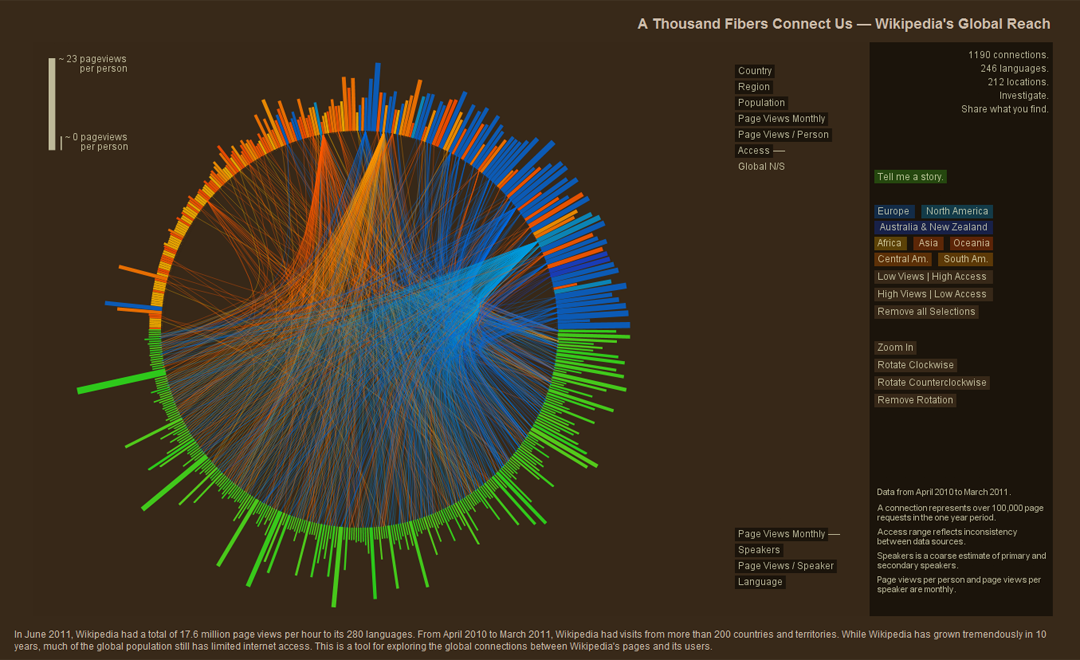
Pantallazo de "Mil fibras nos conectan — Alcance global de Wikipedia", que participó en el reto de visualización de datos de WikiViz 2011. Las líneas conectan lectores de Wikipedia en diversos idiomas (parte baja) con países (parte alta).

Un diagrama de cuerdas es un método gráfico de presentar interrelaciones entre datos en una matriz. Los datos son ubicados radialmente alrededor de un círculo con las relaciones entre los puntos típicamente dibujadas como arcos conectando los datos.
El formato puede ser estéticamente agradable, por lo que estos diagramas son una opción popular en el mundo de la infografía.

## Nombre
El nombre de estos diagramas viene de la terminología usada en geometría. Una cuerda de un círculo es un segmento de línea geométrico cuyos extremos se ubican en el círculo. Los diagramas de cuerdas son también conocidos como diagramas radiales de red.

## Ancho de las líneas

Diagrama de cuerdas que representa el idioma a partir del cual se hacen las traducciones entre cuatro idiomas con la herramienta de traducción de Wikipedia. Se puede observar que la mayoría de las traducciones se hacen a partir del inglés.

El ancho de las líneas puede utilizarse para representar el valor de la matriz en la casillas correspondientes a los puntos enlazados. Dado que estos valores pueden ser diferentes, es posible representar anchos de salida y de llegada diferentes.

## Historia
Este tipo de diagramas se popularizado en 2007 gracias a su uso en las infografías presentadas por el New York Times sobre el genoma humano

## Herramientas
La librería D3.js ofrece soporte para generar diagramas de cuerdas totalmente parametrizados por el usuario.